# 上海大轰炸
1949年5月上海战役结束后，中国人民解放军攻占上海。中华民国国军撤退后，仍出动空军轰炸上海，导致大批上海市民伤亡和企业停工，即上海大轰炸。
上海大轰炸中，最惨烈的事件为“二·六”轰炸。1950年2月6日，中华民国空军出动轰炸机十四架、战斗机三架对上海实施轰炸，在一个半小时内投下五百磅炸弹六七十枚，炸毁房屋两千余间，炸死炸伤市民1400多人，导致上海多家工厂停工，並炸毁杨树浦电厂、闸北水电公司、华商电气公司和法商电车电灯公司，一度使上海停水停电，死伤惨重。轰炸发生后，中共保密部门查出并彻底拔除了一处国民党间谍据点。2月7日下午，作为“二六”大轰炸的主犯，国民党保密局上海独立台台长罗炳乾被上海公安局枪决。
二六轰炸后，苏联空军派军参战，同时带来了百余架各类战机和若干高射炮，击落了数架国军战机。国军统帅部决定全面退守台湾，从舟山群岛撤军，失去了对上海轰炸的据点，无力再对上海进行成规模的空袭或骚扰，空战也因此告一段落。此战之后，苏联将战机和设备交予中方使用，中国人民解放军首次建立了自己的防空部队。

## 背景
1949年5月，中國人民解放軍第三野戰軍在陈毅的率领下攻占了中國最大的經濟中心城市——上海市。中華民國國軍则撤退至舟山群岛等东南沿海岛屿，同时凭借自身强于解放军的海空军优势掩護撤退，并于當年10月26日古寧頭戰役以陸上防守的優勢擊潰缺乏兩棲登陸作戰能力的解放軍，國軍統帥部依據戰局轉折制定了“一年準備，兩年反攻，三年掃蕩，五年成功”的反攻大陸計劃。此外，由於上海市在中國舉足輕重的經濟地位，國民黨方面在經濟和軍事領域也頻頻作出破壞行為，干擾新政府對上海的接管工作，其中一項就是對上海市進行破壞。
当时上海工业生产所需的原料主要如：棉、小麦、纸张、烟草、燃油等等都来自进口，而中华民国方面自1949年6月起即在海上对大陆进行戰略封锁——关闭政策。执行戰略封鎖政策的中华民国海军甚至不惜牽扯西方平民，炮击美国商船、与英国海军对峙。11月24日，英国商船在长江口外九段沙灯标水域被国军扣押。英军、国军双方在海上僵持三天，期间美籍商船“富兰克林”号被国军炮击，“富兰克林”号几乎被击沉，勉强驶入上海港。27日，英方主动退出长江口。12月24日，中华民国海军开始在长江口布置水雷 。中华民国政府的封鎖政策有效的封锁了长江口，使生产物资无法进入上海，令上海经济陷入困境。
虽然上海新政府采取了一系列措施以稳定上海的工业生产，但上海工业生产仍然受到很大影响。由于破壞奏效，逼使解放军𨍭向戒備防守，同時中华民国空军积极扩建舟山机场，调集飞机准备对上海和其他东部沿海城市实施轰炸。此时，上海市虽已有高炮第三师（4个团）进驻，但整体防空能力仍然薄弱。

## 经过
从1949年10月至1950年2月，中华民国空军凭借舟山群岛等地的机场对上海进行了20余次轟炸行動，投弹360多枚，毁坏房屋2,300余间，造成伤亡2,300余人，其中1950年1月7日至2月6日，连续4次集中对上海的电力生产单位和城市重要设施进行了重点攻击，其中以2月6日的“二六轰炸”为最猛烈。
1950年1月25日，国军空军猛烈轰炸了江南造船厂和浦东造船厂，华东军区海军的“常州”、“万寿花”等26艘舰船被炸毁炸伤。

### 二六轰炸
2月6日日中午12时25分到下午1时53分，中华民国空军派遣主力飞行员，共派遣4编组批次17架轰炸机——含12架B-24“解放者”重型轰炸机、2架B-25“米切尔”中型轰炸机、2架P-51“野马”战斗机和1架P-38“闪电”战斗机——在上海市区投弹67枚，对多个上海重要的电力、供水、机电等生产企业进行轰炸，其中以当时上海最大的发电厂——杨树浦发电厂遭到的破坏最为严重，厂区共遭到15枚炸弹命中，其中有9枚命中发电厂的厂房及设备，输煤设备全部被炸毁；另有13台锅炉和6台汽轮机受到不同程度的损坏，其中一台主发电机严重受损，电厂当时的15万千瓦的正常负荷迅速下降至零；上海电力公司共有28名员工罹难，其中24人找到了完整的尸体、4人为失踪而尸骨无存。 :89上档:91上档:463-468
同日下午1时20分，位于南市区南车站路的华商电气公司也被轰炸，10余条出线的配电中心受到破坏，经济损失70余万美元:专记三，并造成2人死亡、6人受伤:126上档，配电间严重损毁，无法提供电力输出——而在此之前，由于该厂曾在抗日战争时期被日军占领，设备被汪精卫控制下的上海市政府贱卖，该电力公司是上海遭受日军掠夺最惨重的单位之一；而其输出的电力多通过购买上海电力公司的多余电力转卖给终端用户:475-479；闸北水电公司但只被炸毁了5号锅炉，厂房部分烧毁，未影响发电:2上档；法商电车电灯公司也遭严重轰炸，所幸落弹点不准，只在厂房周围炸了一圈，未影响发电和输电，惟造成21人死亡、32人受伤:3上档。
空袭过后，上海市的杨树浦区、嵩山区、卢湾区、蓬莱区、江湾、吴淞等地也被炸毁房屋二千余、死伤居民1,464人（死595人、伤869人）、受灾居民五万余、财产损失无法统计:115-116上档。虽然空袭的目标是电厂，但是周边民众受影响最大，以嵩山区、卢湾区、蓬莱区受灾为甚：嵩山区落弹7~8枚，受灾3处，涵盖11个甲，毁灭了298间平房、5栋楼房、2间草房，受灾648户，死231人，重伤206人，失踪9人，斜桥地区被毁房屋比例在60%以上。卢湾区落弹5枚，含2枚燃烧弹，受灾189户，其中烧死91人、炸死66人、埋压死37人、重伤35人、轻伤37人、灾民1,215人，被毁平房23幢、平房73间、草棚3间、工厂3个；该区域内多有贫民窟，以苏北难民为主，轰炸正值中午饭点，妇女儿童死伤比例很大。蓬莱区中山南路医院口和外江家宅等四处被严重轰炸，炸死民众72人、重伤11人、轻伤70人，失踪4人，毁坏房屋119间。
由于上海市的发电能力从25万千瓦下降到4千千瓦，造成上海市区工厂几乎全部停工停产，大多数街区电力供应中断，高层建筑电梯断电悬空，许多商店关门停业，大上海“十里洋场”陷入一片黑暗，灯火管制使得每户家庭只能每天点一盏电灯半小时。另由于上海的自来水生产单位也遭到空袭破坏，使上海自来水供应出现困难，市民的马桶、厕所都无水冲洗。此次空袭共造成了1,148人伤亡和1,180间房屋损坏。空袭之后，上海市人民政府紧急制定了多项措施，以力保重要的战略物资和市民人员的安全，并组织力量修复遭到破坏的电力设施，经过42小时05分钟的抢修，上海市基本恢复正常供电，然而上海的工业生产和市民的正常生活仍然受到了较大影响，造成经济损失达500万美元。

### 情报战
由于国军轰炸机一般要躲避地面炮火的攻击必须采取高空目测投弹，導致命中率相当低，但国军对上海的轰炸却有相當可觀的命中率，因而中共保密部门判断必有地面引航人员为飞机提供电台导航，因而加强了保密及排查工作，国共双方也围绕这个焦点进行了一系列间谍战，最后中华民国方面谍报人员罗炳乾（化名：吴思源）被中共保密部门抓获并处决。

### 苏联公開介入中國內戰
由于当时中华人民共和国方面的空军力量弱于中华民国方面，中华人民共和国政府请求苏联方面给予空中力量支援。当时，中苏正在进行《中苏友好同盟互助条约》的谈判，苏联在签署《关于中苏友好同盟互助条约的补充协定》中說明为上海提供防空援助。1950年3月，由解放軍聘请，在巴季茨基等将领率领下，编配了两个驱逐机团、一个混合航空兵团、一个探照灯团、一个对空情报雷达营的混合航空集团军进驻上海，包括108架各类战机组成的混合集团军，帮助中国大陆扺抗國軍無差別轟炸，其中还包括有38架当时世界最先进的亚音速战机——米格-15战斗机。随后在当年3月至5月的4次空战中苏联战机击落了6架国军战机，迫使国軍停止了对上海的無差別攻击。之后，由于国军统帅部决定全面退守台湾地区，于是从舟山群岛撤军，由于没有临近的机场起降，国军空军无力再对上海进行成规模的空袭或骚扰，針對上海的無差別轟炸结束。

## 后续

### 军事上的影响
1950年6月朝鮮戰爭爆發后，美國派遣第七艦隊進駐台灣海峽，公開介入中國內戰，另一方面，蘇聯援華的空軍部隊于當年10月回國，上海市和東南沿海地區的空中防務由新建的中國人民解放軍空軍和屬地民兵部隊接替，并爭取在蘇聯空軍回國之前向蘇方學習空戰技能，蘇聯則將戰機和設備交予中方使用。
为增强防空力量，“二·六”轰炸后，中央军委加强了上海的空军建设，在上海建成了中华人民共和国第一支航空兵部队——中国人民解放军空军第4混成旅，成为中华人民共和国空军建设的起点。時至今日，上海市的專屬防務單位——上海警備區依舊保持有一个師級規模的高炮防空部隊。

### 发电设施的维修
在朝鮮戰爭期間，國軍空軍和美國空軍數次派遣戰機進入上海空域進行偵查或騷擾活動，被解放軍和民兵擊落或擊退。杨树浦发电厂电容量最大的汽轮机在二六轰炸中遭到严重损坏，必须送往瑞士维修，由于海上通道被封锁，这台机器经由陆路辗转过境苏联、奥地利和捷克斯洛伐克三国，历时一个多月才完成修复回到上海。同年12月30日，上海市军事管制委员会对原属美国商人资产的上海电力公司实行军事管制，将电厂收归国有。

### 纪念设施

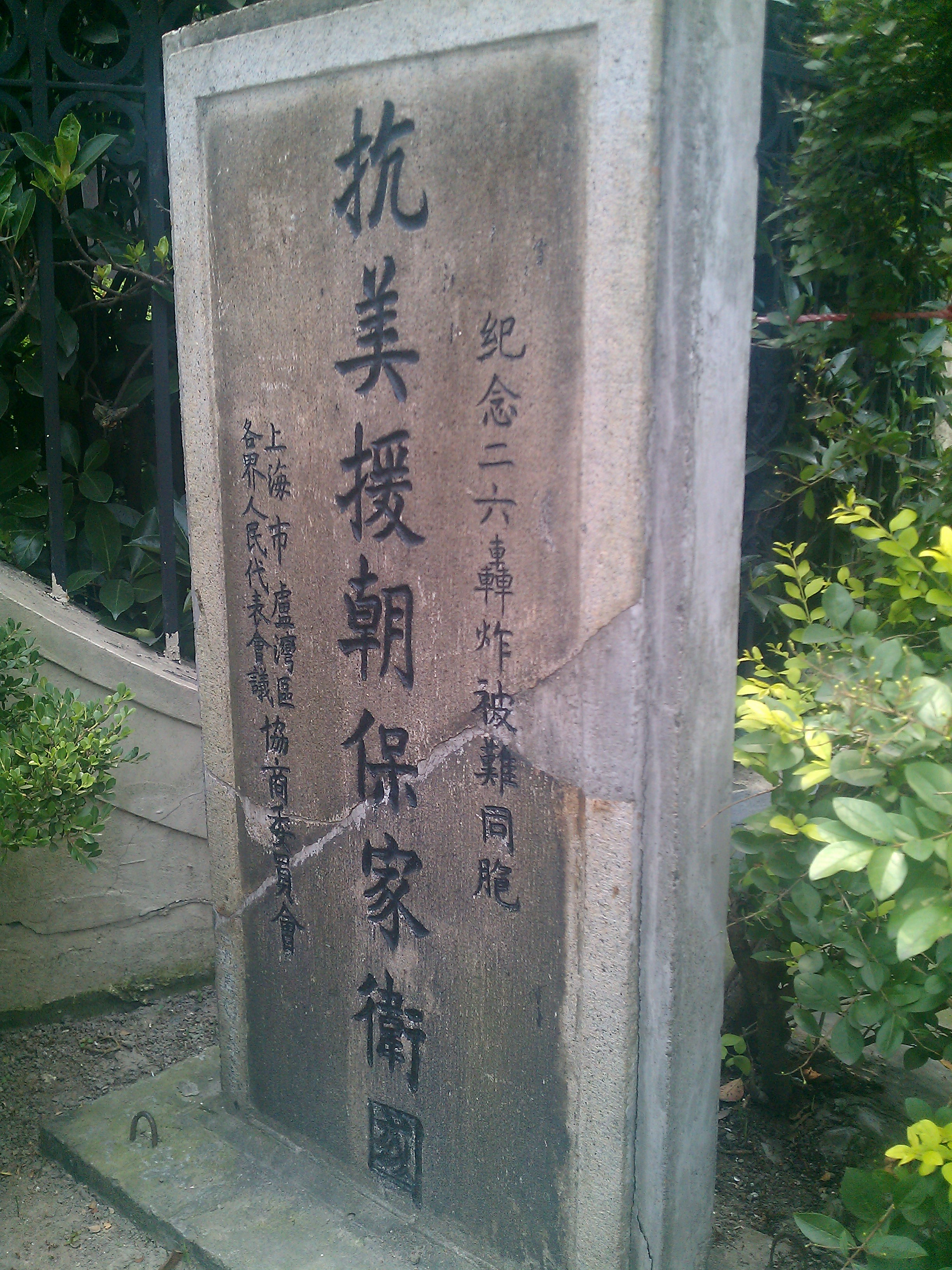
上海二六轰炸纪念碑

为了纪念二六轰炸，在轰炸发生一周年之际，上海市卢湾区政府以“各界人民追悼二六轰炸被难同胞大会”名义出资镌刻了“上海二六轰炸纪念碑”（图），但由于交通管控部门不许该碑在落弹附近明显人行道树碑，直到1952年才在黄元庆和陆阿根两位代表提议下、经上海市第二届各界人民代表大会（即上海市政协前身）审议通过，在当时的徐家汇路458号—468号竹篱笆内树立（今位于市中心的徐家汇路泰康路地道附近）:3上档。但是，由于当时正在抗美援朝，故只有在碑背面的三百字描述用意，正面则有“抗美援朝保家卫国”大字及“纪念二六轰炸被难同胞”小字。该碑文革期间被砸断推倒，后被拼接修复，但年久失修无人问津。该纪念碑被列入第三次中华人民共和国全国文物普查之不可移动文物名录。

### 债券市场
在政府财政收入有限、支出规模庞大的形势下，中国开始尝试发行国债。1949年12月2日，中央人民政府委员会第四次会议通过了《关于发行人民胜利折实公债的决定》。1950年11月，期限5年、总额2亿元的“人民胜利折实公债”正式发行。其中，上海被要求完成45%的配额。为宣传债券，解放日报和上海大公报进行了许多的宣传：一方面，正面宣传债券本身，另一方面，因“二·六”轰炸引发市民反美反蒋的情绪，促使居民购买国债。

### 银行业
“二·六”轰炸发生后，自2月7日至5月底, 上海共有89家银行、钱庄集中停业、倒闭，其中钱庄40家（含4家各地在上海设立的分庄），仅存余30家，损失大半。上海银行博物馆的研究者认为，钱业公会职能失灵、钱庄业信用缺失、钱庄业违规经营且盈利水平下降、政府打击投机大潮下趁机倒闭、轰炸导致“无法归还贷款、收不回贷款、放不了贷款、借不到钱、无法归还贷款”的恶性循环以致私营工商业和民营银行业大萧条等原因导致了这场银行、钱庄集中停业倒闭大潮。

## 另请参阅
- . 档案与史学 (上海: 上海市档案馆《档案与史学》编辑部). ISSN 1005-7501.
- 张犇. . 上海社会科学院出版社. 2017. ISBN 978-7-5520-1970-4.